# Stephen Gyllenhaal
Stephen Roark Gyllenhaal (Cleveland (Ohio), 4 oktober 1949) is een Amerikaanse filmregisseur en dichter.

## Levensloop
Gyllenhaal werd geboren in als zoon van Virginia Lowrie en Hugh Anders Gyllenhaal. Stephen groeide op op het platteland van Pennsylvania in een Swedenborgianistisch gezin en studeerde af aan Trinity College in Hartford in 1972 met een graad in Engels. Zijn mentor op Trinity was de dichter Hugh Ogden.
Gyllenhaal was de tweede echtgenoot van scenarioschrijfster Naomi Foner Gyllenhaal en is de vader van de acteurs Maggie en Jake Gyllenhaal en de broer van Anders Gyllenhaal.

## Carrière
Gyllenhaal schreef, regisseerde en produceerde diverse films. Hij regisseerde de filmversie van Pete Dexters boek Paris Trout, dat werd genomineerd voor vijf Emmy Awards. Daarnaast regisseerde hij vijf afleveringen van de televisieserie Numb3rs.
Hij is eveneens een dichter, wiens werk is gepubliceerd in literaire tijdschriften als Prairie Schooner en Nimrod. Zijn eerste dichtbundel, Claptrap: Notes from Hollywood, werd in juni 2006 uitgegeven door Cantarabooks.

## Filmografie
Als regisseur
- (1979) Exit 10
- (1985) Certain Fury
- (1991) Paris Trout
- (1992) Waterland
- (1993) A Dangerous Woman
- (1995) Losing Isaiah
- (1998) Homegrown
- (2006) Time Bomb (televisiefilm)